# Leptotarsus glaucocapillus
Leptotarsus glaucocapillus är en tvåvingeart som först beskrevs av Alexander 1952.  Leptotarsus glaucocapillus ingår i släktet Leptotarsus och familjen storharkrankar. Inga underarter finns listade i Catalogue of Life.